# 北山站 (栃木縣)

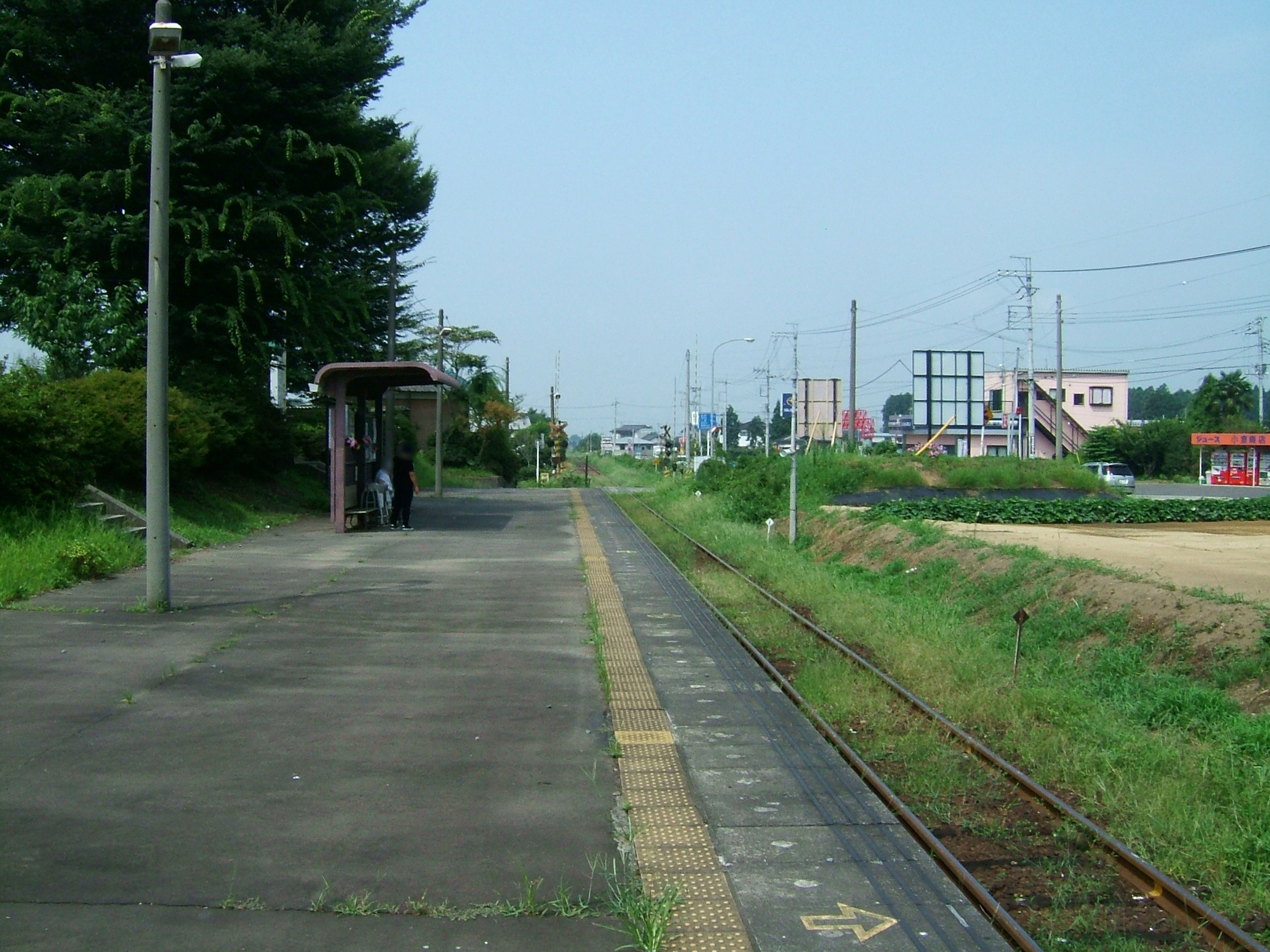
月台（2008年8月）

北山站（日语：／ Kitayama eki */?）是位於栃木縣真岡市西田井，屬於真岡鐵道的真岡線車站。

## 歷史
- 1989年（平成元年）3月11日 - 車站啟用[1]。

## 車站構造
此站是地面車站，設有1面1線的單式月台。此站是無人車站，月台與車站出入口之間設有樓梯連接，月台上則設有上蓋和長椅。

## 使用狀況
以下為近年乘車人次變化。
| 乘車人員變化 | 乘車人員變化 |
| 年度         | 1日平均人次  |
| ------------ | ------------ |
| 2007         | 37           |
| 2008         | 44           |
| 2009         | 51           |
| 2010         | 53           |
| 2011         | 41           |
| 2012         | 44           |
| 2013         | 48           |
| 2014         | 42           |
| 2015         | 41           |
| 2016         | 37           |
| 2017         | 30           |
| 2018         | 35           |

## 車站周邊
- 國道294號（日语：国道294号）
- 生田目城蹟（日语：生田目城）
- 根本山自然觀察中心（南方）

車站位於益子町和真岡市邊界。

## 相鄰車站
真岡鐵道
真岡線
西田井－北山－益子

## 注腳
1. 1 2  曾根悟（監修）. 朝日新聞出版分冊百科編集部（編集） , 编. . 週刊朝日百科. 21号 関東鉄道・真岡鐵道・首都圏新都市鉄道・流鉄. 朝日新聞出版. 2011-08-07: 19 （日语）.
2. ↑  真岡市統計書

## 外部連結
- 北山站 （页面存档备份，存于）（日語） - 真岡鐵道官方網站